# Колосовский сельсовет (Липецкая область)
Колосовский сельсовет — сельское поселение в Елецком районе Липецкой области Российской Федерации.
Административный центр — село Талица.

## История
Статус и границы сельского поселения установлены Законом Липецкой области от 23 сентября 2004 года № 126-ОЗ «Об установлении границ муниципальных образований Липецкой области»

## Население
| 2010  | 2012  | 2013  | 2014  | 2015  | 2016  | 2017  |
| ----- | ----- | ----- | ----- | ----- | ----- | ----- |
| 1780  | ↗1784 | ↘1777 | ↗1780 | ↘1752 | ↘1750 | ↘1719 |
| 2018  | 2021  |       |       |       |       |       |
| ↗1721 | ↗1722 |       |       |       |       |       |

## Состав сельского поселения
| № | Населённый пункт | Тип населённого пункта       | Население |
| - | ---------------- | ---------------------------- | --------- |
| 1 | Алексеевка       | деревня                      | 0         |
| 2 | Ивановка         | деревня                      | 119       |
| 3 | Колосовка        | деревня                      | 349       |
| 4 | Поповка          | деревня                      | ↘195      |
| 5 | Суворовка        | деревня                      | 59        |
| 6 | Талица           | село, административный центр | ↗1058     |